# 3000 Leonardo
3000 Leonardo este un asteroid din centura principală, descoperit pe 2 martie 1981 de Schelte Bus.